# Andromède XXVIII
Andromède XXVIII est une galaxie naine du Groupe local.